# Mendoncieae
Mendoncieae, tribus primogovki smješten u potporodicu Thunbergioideae. Sastoji se od dva roda 
sa ukupno 89 vrsta iz tropske Amerike,  tropske Afrike i Madagaskara

## Rodovi
1. Tribus Mendoncieae Meisn.
  1. Mendoncia Vell. ex Vand. (88 spp.)
  2. Anomacanthus R. D. Good (1 sp.)